# Metiksen
Metiksen – organiczny związek chemiczny, pochodna tioksantenu, antagonista receptorów muskarynowych, pod względem farmakologicznym zbliżony do atropiny. Wykazuje działanie przeciwdrgawkowe, przeciwhistaminowe oraz słabe przeciwdepresyjne. Znalazł zastosowanie w leczeniu pomocniczym zaburzeń polekowych układu pozapiramidowego, drżeń w chorobie Parkinsona i innych drżeń oraz niekiedy w zaburzeniach żołądkowo-jelitowych. Opracowany w 1959 roku przez Jean Schmutz. W lecznictwie stosowany rzadko, tylko w kilku krajach.
Preparaty (w Polsce niezarejestrowane, dostępne wyłącznie w ramach importu docelowego):
- Tremaril (Novartis Węgry), tabletki (w postaci chlorowodorku metiksenu)
- Espasmo-Canulase (Novartis Hiszpania), tabletki (lek złożony, zawiera: chlorowodorek metiksenu 1 mg, dimetikon 40 mg, chlorowodorek kwasu glutaminowego 100 mg, dehydrocholan sodu 20 mg, celulazę 600 j.m., pepsynę 120 j.m., pankreatynę 107 mg).